# Musée estonien de l'aviation
Le musée estonien de l'aviation est situé à Lange, près de Tartu, en Estonie. C'est le seul musée de l'aviation du pays.
Le musée a été fondé en décembre 1999 à la suite d'une procédure d'initiative privée et a été officiellement ouvert au public le 14 juin 2002. Il a été développé grâce au financement de l'Union européenne et avec l'aide des secteurs privé et public.
Le fondateur et directeur du musée est l'ingénieur estonien et ancien homme politique Mati Meos.
Le musée se compose de plusieurs bâtiments; un bâtiment est utilisé pour présenter plus de 400 maquettes d'avions. Une collection d'avions militaires, d'avions de ligne, d'avions d'entraînement, d'avions ultra-légers, d'hélicoptères, de planeurs, de moteurs d'avion, d'unités radar et de canons anti-aériens est exposée dans plusieurs hangars. Il existe également diverses attractions telles que les simulateurs de pilotage et de saut en parachute.
Le musée possède sa propre piste d'atterrissage de 450 m de long. L'aéroport de Tartu Ülenurme est situé à 4 km.
Le musée organise les Journées annuelles de l'aviation estoniennes depuis 2006. Le musée prétend qu'il s'agit du plus grand événement aéronautique des États baltes. Les Journées de l'aviation estonienne 2016 ont attiré 13 000 personnes.
Le musée est fermé en hiver de novembre à mai.

## Sections

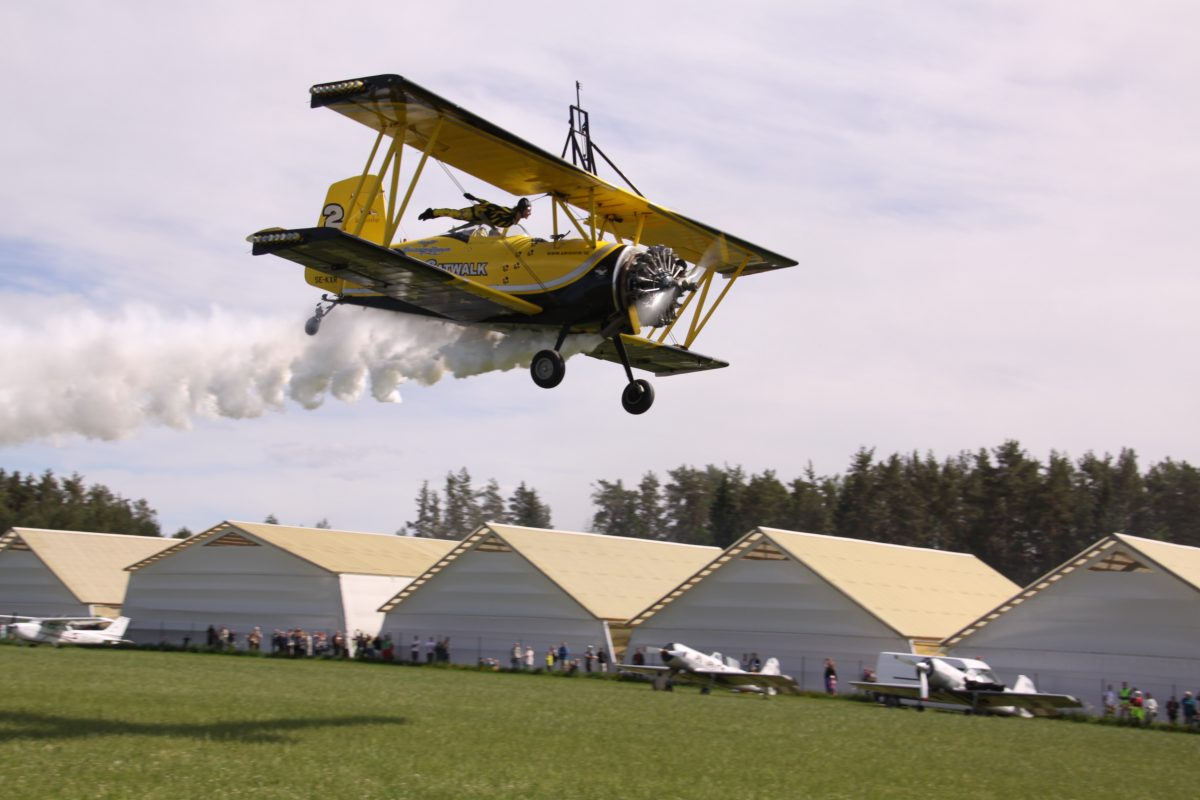
Spectacle aérien scandinave Skycats lors des Estonian Aviation Days 2016.

La structure du musée comprend 8 départements:
- Maquettes d'avions
- Avions, hélicoptères et planeurs
- Moteurs d'avion
- Armée de l'air
- Contrôle de la circulation aérienne (ATC), radars
- Aérodromes
- Défense aérienne
- Attractions.

## Collection
Avions d'entraînements
- PZL-104 Wilga
- PZL TS-11 Iskra (de la Force aérienne de la République polonaise)
- Aero L-29 Delfín
- Aero L-39 Albatros
- Hawk HW-326 (de l'Armée de l'air finlandaise)

Avion ultra-léger
- Aeroprakt A-22 Foxbat

Avions de chasse
- F-104 ASA Starfighter (de l'Aeronautica Militare)
- MiG-21bis (de la Force aérienne de la République polonaise)
- Saab J35 Draken (appartenant au musée de l'armée de l'air suédoise)
- MiG-23MLD
- Saab JA 37 Viggen (appartenant au musée de l'armée de l'air suédoise)

Appareils de reconnaissance

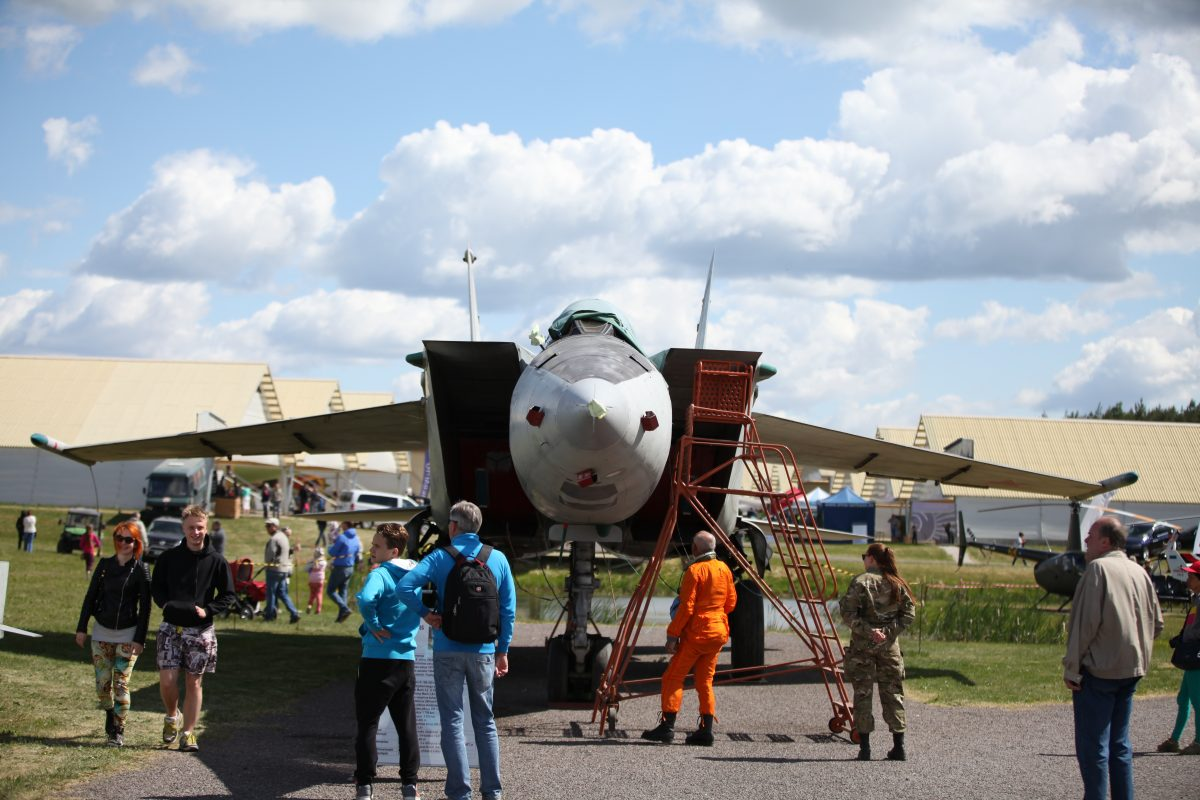
Première présentation du MiG-25 lors des Estonian Aviation Days 2016.

- Mirage III RS (du département fédéral de la défense, de la protection de la population et des sports)
- MiG-25 RPS
- Yak-28PP

Appareils de défense aérienne
- Saab J32 Lansen (appartenant au musée de l'armée de l'air suédoise)
- Sukhoi Su-22M4
- F-4 Phantom II

Bombardier
- Soukhoï Su-24

Planeurs
- Blaník
- LAK-12 (en)

Avions agricoles
- Zlín Z 37
- Antonov An-2

Avions de ligne
- Tu-134A3
- Yak-40
- An-2P

Hélicoptères
- Mil Mi-2RL
- Mil Mi-8
- Robinson R22 (sans moteur)
- Schweizer 300 (en)
- Kamov Ka-26

Missiles anti-aériens
- Canon anti-aérien Flak 88
- Canon danois anti-aérien Madsen
- Missile sol-air S-75
- Missile sol-air S-125
- Missile sol-air S-200
- Missile sol-air SA-6
- Missile sol-air SA-8

Radars

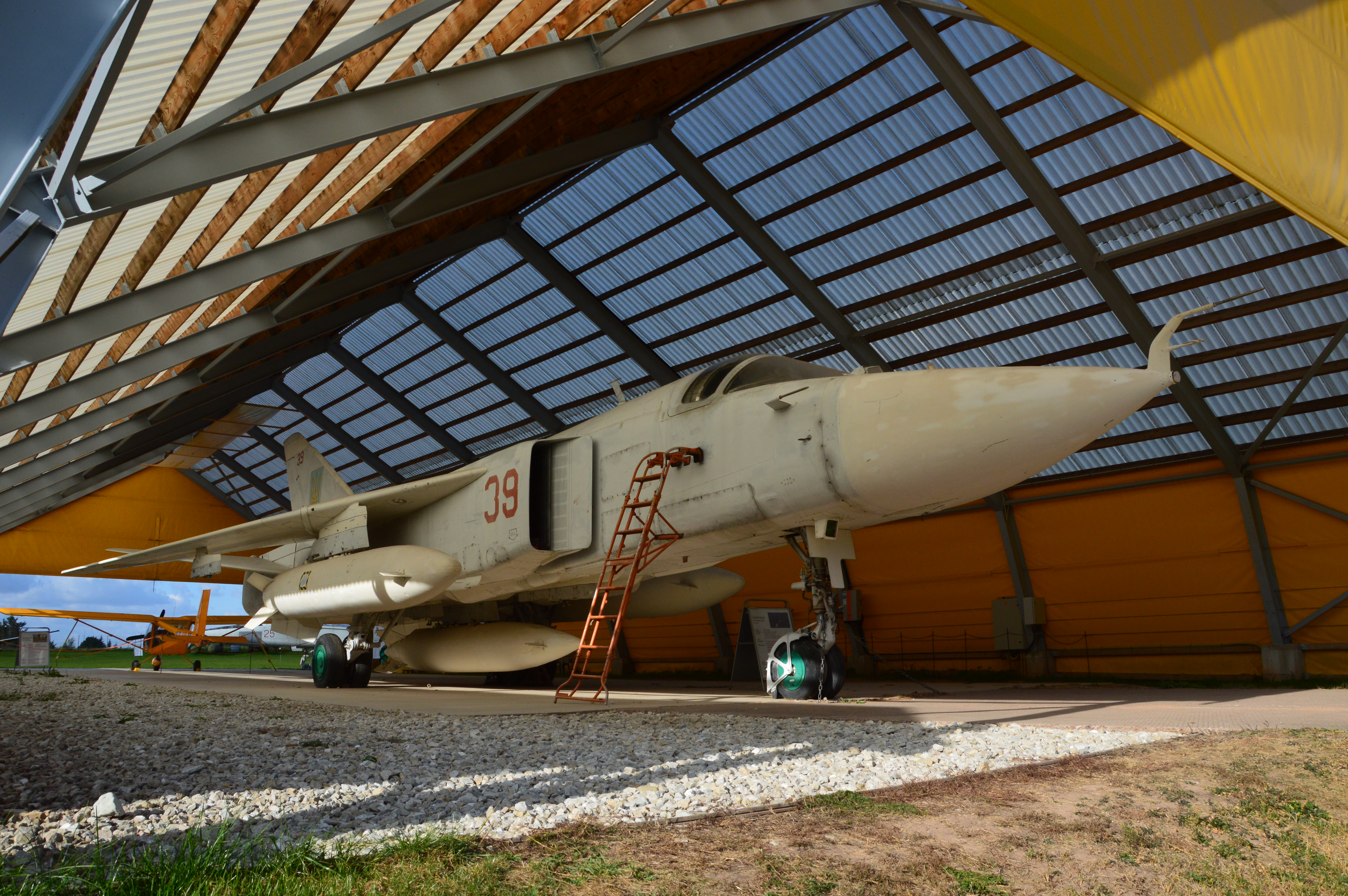
Soukhoï Su-24

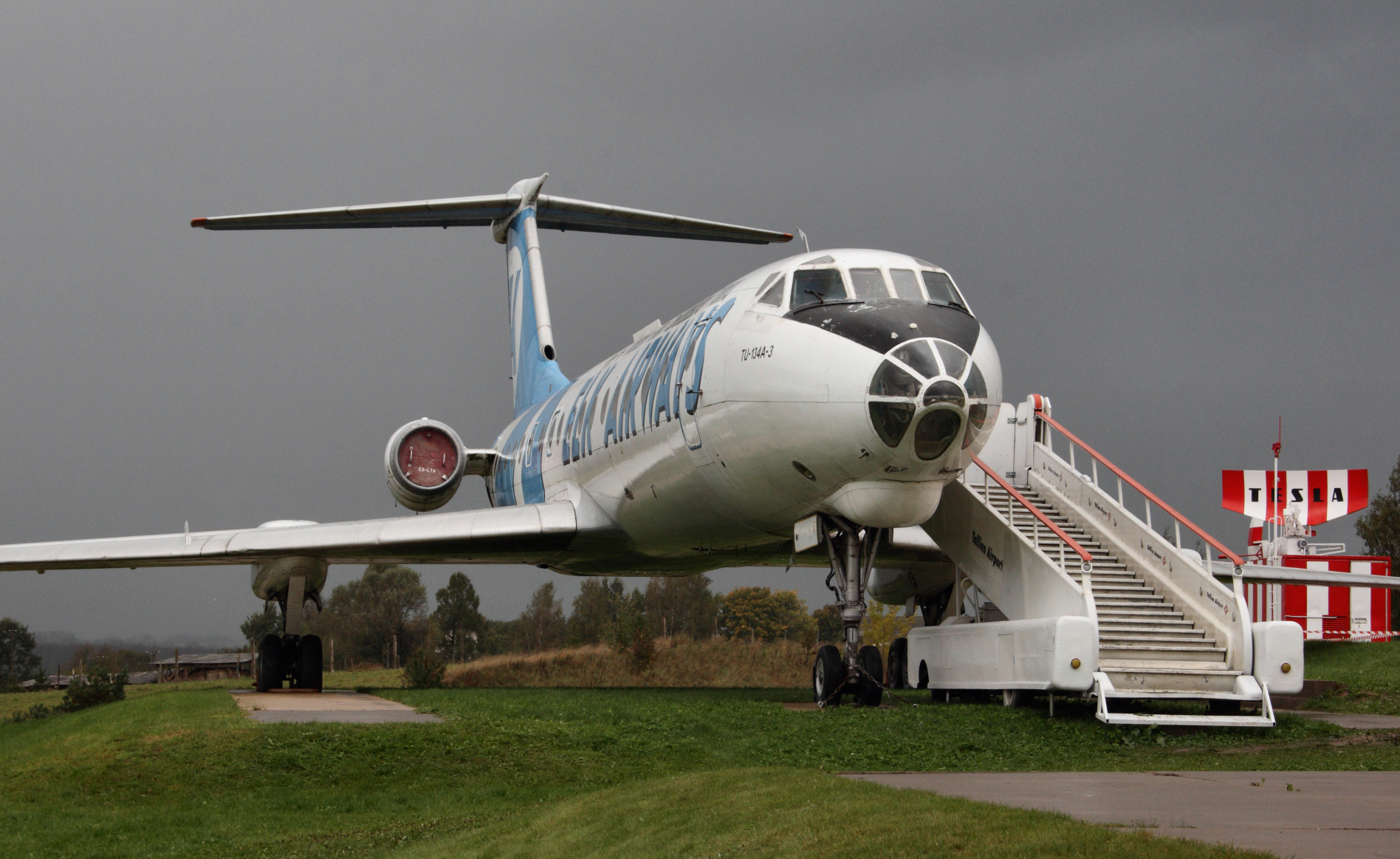
Tupolev Tu-134A ELK Airways exposée au musée estonien de l'aviation.

- Radar de surveillance à distance P-37 (similaire au radar P-35 (en))
- radar Jak-28PP
- radar Draken-35
- radar Il-76

Moteurs
- Moteur Jak-28PP
- Moteur Il-76
- Moteur F-104 ASA Starfighter
- Moteur Lansen-32
- Moteur MiG-25
- Moteur R44
- Moteur Wilga 35
- Moteur An-2
- Moteur en ligne d'un avion de loisir
- Turbine Mi-2
- Moteur de fusée S-75

Maquettes d'avions
Modèles d'aéronefs aux échelles 1:144, 1:72, 1:48 et 1:32, pour un total de 400 modèles. Maquettes de porte-avions et de navire d'assaut amphibie à l'échelle 1/72. Modèles de lanceurs à l'échelle 1:72.